# Presidenti del Mali
I presidenti del Mali dal 1960 (data di indipendenza dalla Francia) ad oggi sono i seguenti.

## Lista
| Presidente | Presidente | Presidente                         | Partito                                                                                     | Elezione                                | Mandato           | Mandato           |
| Presidente | Presidente | Presidente                         | Partito                                                                                     | Elezione                                | Inizio            | Fine              |
| ---------- | ---------- | ---------------------------------- | ------------------------------------------------------------------------------------------- | --------------------------------------- | ----------------- | ----------------- |
|            |            | Modibo Keïta (1915-1977)           | Unione Sudanese - Raggruppamento Democratico Africano                                       | 1960, 1964                              | 20 giugno 1960    | 19 novembre 1968  |
|            |            | Moussa Traoré (1936-2020)          | Militare, Unione Democratica del Popolo Maliano                                             | A seguito di colpo di Stato, 1979, 1985 | 19 novembre 1968  | 26 marzo 1991     |
|            |            | Amadou Toumani Touré (1948-2020)   | Militare                                                                                    | A seguito di colpo di Stato             | 26 marzo 1991     | 8 giugno 1992     |
|            |            | Alpha Oumar Konaré (1946-)         | Alleanza per la Democrazia in Mali                                                          | 1992, 1997                              | 8 giugno 1992     | 8 giugno 2002     |
|            |            | Amadou Toumani Touré (1948-2020)   | Indipendente (Alleanza per la Democrazia in Mali, Unione per la Repubblica e la Democrazia) | 2002, 2007                              | 8 giugno 2002     | 22 marzo 2012     |
|            |            | Amadou Sanogo (1972 o 1973-)       | Militare                                                                                    | A seguito di colpo di Stato             | 22 marzo 2012     | 12 aprile 2012    |
|            |            | Dioncounda Traoré (1942-)          | Alleanza per la Democrazia in Mali                                                          | Ad interim                              | 12 aprile 2012    | 4 settembre 2013  |
|            |            | Ibrahim Boubacar Keïta (1945-2022) | Raggruppamento per il Mali                                                                  | 2013, 2018                              | 4 settembre 2013  | 19 agosto 2020    |
|            |            | Assimi Goïta (1983-)               | Giunta militare                                                                             | A seguito di colpo di Stato             | 19 agosto 2020    | 25 settembre 2020 |
|            |            | Bah Ndaw (1950-)                   | Indipendente                                                                                | Ad interim                              | 25 settembre 2020 | 2021              |
|            |            | Assimi Goïta (1983-)               | Giunta militare                                                                             | A seguito di colpo di Stato             | 2021              | In carica         |